# Ley sobre la ilegalidad del régimen comunista y la resistencia contra él

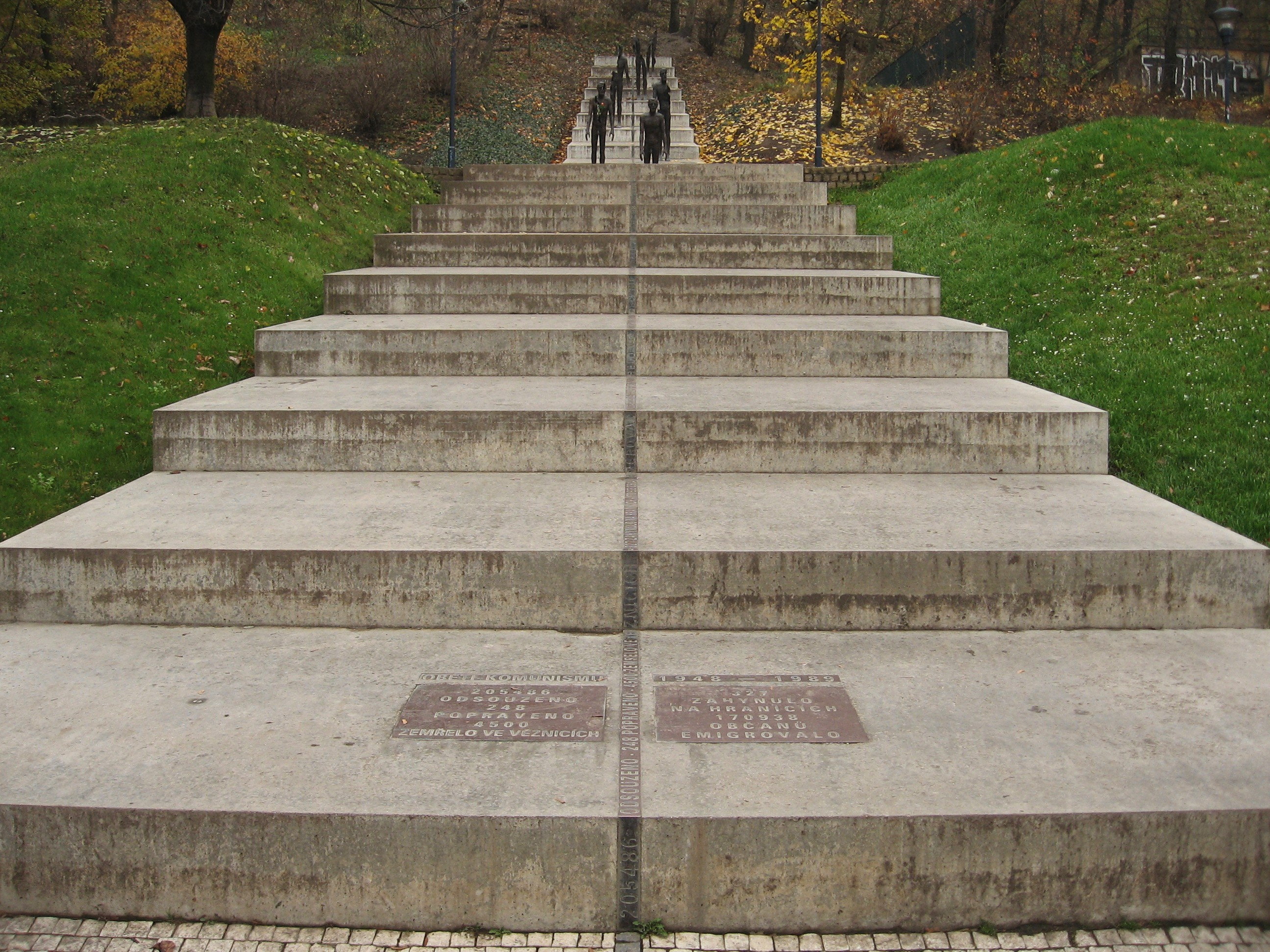
Monumento a las Víctimas del Comunismo en Praga

La ley sobre la ilegalidad del régimen comunista y la resistencia contra él (en checo: Zákon o protiprávnosti komunistického režimu a o odporu proti němu, zákon č. 198/1993 Sb.) Es una ley aprobada el 9 de julio de 1993 en el Parlamento de la República Checa. Este acto declaró ilegal al régimen comunista de Checoslovaquia (25 de febrero de 1948-23 de abril de 1990) y organización criminal al Partido Comunista de Checoslovaquia. La mayor parte del acto se formula como una resolución.
La resolución convirtió a la República Checa en el primer país del antiguo bloque del Este o estado sucesor en condenar oficialmente un antiguo régimen comunista.

## Texto del acta en español
198

LEY del 9 de julio de 1993

sobre la ilegalidad del régimen comunista y sobre la resistencia contra él

El Parlamento de la República Checa ha dado su aprobación a esta ley:

Consciente de su deber como parlamento elegido democráticamente para hacer frente al régimen comunista, el Parlamento de la República Checa:

declara que el Partido Comunista de Checoslovaquia, sus dirigentes y miembros son responsables de la forma de gobierno en nuestro país entre 1948-1989, especialmente por la destrucción intencionada de los principios tradicionales de la civilización europea, por las violaciones deliberadas de los derechos humanos y las libertades, por la moral y el declive económico acompañado de delitos judiciales y terror perpetrados contra quienes tenían opiniones diferentes, por la sustitución de una economía de mercado funcional por una economía directamente controlada, por la destrucción de los principios tradicionales de los derechos de propiedad, por el abuso en la educación, la ciencia y la cultura para fines políticos e ideológicos, por la destrucción desconsiderada de la naturaleza, y declara que en su actividad posterior el parlamento honrará este acto.

§ 1

(1) El régimen comunista y quienes lo promovieron activamente,

a) privó a los ciudadanos de cualquier posibilidad de expresar libremente su visión política, los obligó a ocultar sus opiniones sobre la situación del estado y la sociedad y los obligó a expresar públicamente su consentimiento con cuestiones que consideraban una mentira o un delito grave, todo esto se llevó a cabo por persecución o amenaza de persecución contra ellos mismos y sus familias,

b) vulnerados sistemática y constantemente los derechos humanos, en particular los de determinados grupos políticos, sociales y religiosos de ciudadanos,

c) violó los principios fundamentales de un Estado democrático y de derecho, los acuerdos internacionales y sus propios actos y, por lo tanto, colocó prácticamente la voluntad y los intereses del partido comunista y sus representantes por encima de la ley,

d) utilizó instrumentos de poder contra sus ciudadanos, en particular: - los ejecutó, asesinó y mantuvo en prisión o campos de trabajo; durante la investigación y en el momento del encarcelamiento utilizó métodos brutales contra ellos, incluida la tortura física y psicológica, y los expuso a sufrimientos inhumanos,

- los privó arbitrariamente de su propiedad y violó sus derechos de propiedad,

- les impidió ejercer su ocupación o función y adquirir una educación superior o especializada,

- les impidió salir libremente del país y regresar libremente,

- los llamó al servicio militar en Batallones Técnicos Auxiliares y Batallones Técnicos por tiempo ilimitado,

e) para lograr sus fines no dudó en perpetrar delitos, posibilitó la perpetración impune de delitos y brindó beneficios injustificados a quienes habían perpetrado estos delitos y persecución,

f) aliado con una potencia extranjera y desde 1968 mantuvo esta situación apoyando a las fuerzas armadas ocupantes de esta potencia.

(2) Los que promovieron el régimen comunista como funcionarios, organizadores e instigadores en el ámbito político e ideológico son corresponsables de los crímenes y demás hechos mencionados en el inciso 1.

§ 2

(1) Particularmente con respecto a los hechos mencionados en el § 1 inciso 1 de esta ley, el régimen basado en la ideología comunista, que gobernó el estado y el destino de sus ciudadanos en Checoslovaquia desde el 25 de febrero de 1948 hasta el 17 de noviembre de 1989, era criminal, ilegítimo y es digno de desprecio.

(2) El Partido Comunista de Checoslovaquia era una organización criminal y despreciable; Esto también se aplica a otras organizaciones basadas en su ideología, que realizaron actividades con el objetivo de reprimir los derechos humanos y el sistema democrático.

§ 3

La resistencia de los ciudadanos contra este régimen, ya sea expresada por individuos o por grupos en forma de revuelta u otra actividad, ya sea expresada en el territorio del Estado o en el extranjero, aunque esté aliada con una potencia democrática extranjera, era legítima, justa, moralmente justificada. y es digna de respeto.

§ 4

Todos aquellos que fueron injustamente perseguidos por el régimen comunista y no tomaron parte en las actividades mencionadas en el § 1 inciso 1 de esta ley, merecen simpatía y satisfacción moral.

§ 5

El período comprendido entre el 25 de febrero de 1948 y el 29 de diciembre de 1989 no se tendrá en cuenta a la hora de evaluar la prescripción de delitos, si alguna persona no fue condenada por razones políticas incompatibles con los principios fundamentales del Estado de derecho y del Estado democrático.

/…/

§ 9

Uhde m. pags. (Portavoz de la Cámara de Diputados)

Havel m. pags. (Presidente de la República)

Klaus m. pags. (Primer ministro)

Esta ley entra en vigor el 1 de agosto de 1993.

## Impugnación de la ley ante el Tribunal Constitucional de la República Checa
Después de aprobar la ley, un grupo de diputados comunistas (MP) impugnó la ley ante el Tribunal Constitucional de la República Checa y exigió que la ley fuera declarada inconstitucional y nula. Sin embargo, el Tribunal Constitucional dictaminó que la ley no violaba el orden constitucional de la República Checa y se negó a anularla. Según el Tribunal Constitucional, aunque la ley es más una declaración política que un acto ordinario que regula derechos y deberes, es necesario para hacer frente al régimen y se puede hacer en forma de estatuto si el Parlamento así lo desea.[cita requerida]